# Bitis albanica
Bitis albanica là một loài rắn trong họ Rắn lục. Loài này được Hewitt mô tả khoa học đầu tiên năm 1937.